# Nadezhda Belkina
Nadezhda Belkina es una deportista rusa que compite en triatlón. Ganó una medalla de plata en el Campeonato Europeo de Triatlón de Invierno de 2018.

## Palmarés internacional
| Campeonato Europeo | Campeonato Europeo    | Campeonato Europeo | Campeonato Europeo |
| Año                | Lugar                 | Medalla            | Prueba             |
| ------------------ | --------------------- | ------------------ | ------------------ |
| 2018               | Piano Vetore (Italia) | Medalla de plata   | Individual         |